# 아메리칸 대학교
아메리칸 대학교(American University, 약칭 AU)는 미국 수도 워싱턴 D.C.에 위치한 명문 사립대학이다.

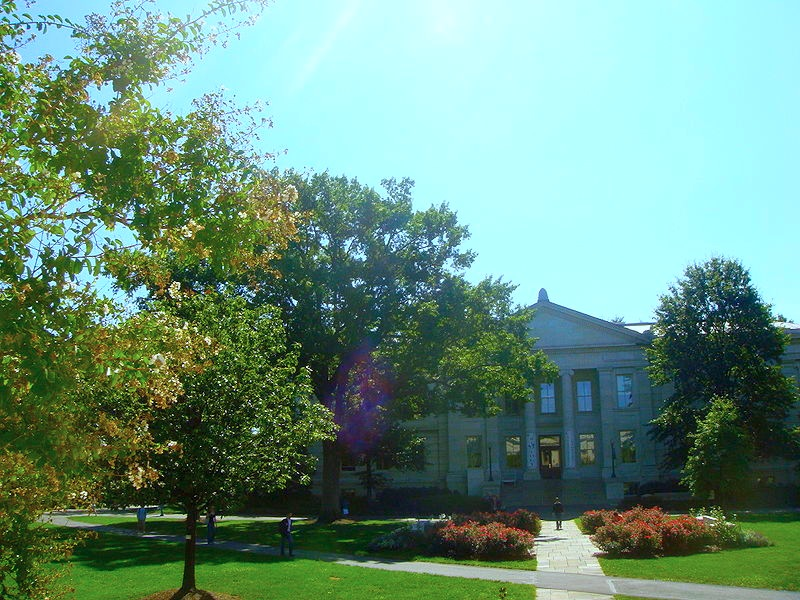
아메리칸대학 캠퍼스

캠퍼스는 외국 공관들이 모여있는 매사추세츠 애비뉴(Massachusetts Avenue)에 있다. 1893년 미국 의회법(Act of Congress)에 따라 미 감리교단 산하의 사립대학으로 출범했으며, 학생수는 약 만여명으로 학생수 규모에서는 미국에서 중간 크기의 연구중심 대학이다.
단과대학은 인문과학대(College of Arts and Sciences), 경영대(The Kogod School of Business), 커뮤니케이션대(The School of Communication), 국제관계학대(The School of International Service), 공공정책대(The School of Public Affairs), 법학대학원(Washington College of Law)등 대학과 대학원 과정으로 구성돼 있다.
정부 인턴십 기회가 많으며, 미국 수도에 위치한 대학답게 정치학, 정부학, 국제관계학, 공공정책학 등이 우수분야로 꼽힌다. 특히 국제관계학의 경우 외교 유명매체 Foreign Policy의 2018년 통계에서 세계 Top 20 이내로 평가받았다. 
재학생들 중 약 4%가 동양계이며, 히스페닉계가 4%, 흑인은 6%으로, 소수민족 학생수는 많지 않은 편이다. 학생대 교수 비율은 약 14대 1이다. 아메리칸 대학은 워싱턴 D.C.에 있는 14개 대학 콘소시움(Consortium of Universities of the Washington Metropolitan Area)에 속해 있으며, 조지 매이슨 대학, 조지 워싱턴 대학 등과 공동수업 ·학생교환 프로그램이 있다.

## 저명한 동문
이 학교 출신으로는 롸버트 버드(Robert Byrd) 현 미 연방 상원의원, 카니 모렐라(Connie Morella) 현 OECD(경제협력개발기구) 대사, 로뤠타 산체즈(Loretta Sanchez) 현 미 연방 하원의원, 에드 슈롹(Ed Schrock) 현 미 연방 하원의원, 짐 맥거번(Jim McGovern) 현 미 연방 하원의원, 다널드 맨줄로(Donald Manzullo) 현 미 연방 하원의원, 빌 슈스터(Bill Shuster) 현 미 연방 하원의원, 팸 아이오리오(Pam Iorio) 현 플로리다주 탬파 시 시장, 케롤 캠벌(Carroll Campbell) 전 사우스캐롤라이나주 주지사, 토니 아나야(Toney Anaya) 전 뉴멕시코주 주지사 등이 있다. 아메리칸대학 동문들은 언론계에도 많이 진출해있으며, 데이비드 그레고리(David Gregory) NBC 뉴스 앵커, 닐 카부토(Neil Cavuto) 케이블 뉴스채널 <폭스뉴스>(Fox News)기자, 알리슨 카메로타(Alisyn Camerota) 폭스 뉴스 기자, 시사 주간지인 내션널 리뷰(National Review)의 기자인 플로렌스 킹(Florence King) 등이 아메리칸대 출신이다. 연예계에는 유명 영화배우 골디 혼(Goldie Hawn), 영화감독 베리 레빈슨 (Barry Levinson)등이 아메리칸대학을 졸업했다.
한국인 동문으로는 대한민국의 대통령 이승만의 측근이자 비서실장이며 그의 독립운동을 보좌하였고, 박정희에게 3선개헌을 건의했던 윤치영 전 내무부장관, 서울특별시장이 대표적인 인물이다. 그는 1932년 아메리칸 대학교 대학원 박사과정에 입학하여 1934년 학위를 받았다.
한국의 현대 인물로는 이세웅 대한적십자사 총재, 언론방송인이며 주미 특파원 출신 언론인들의 모임인 한미클럽 회장인 봉두완 전 국회의원, 김길출 한국주철관공업 회장, 이웅열 코오롱그룹 대표이사 회장, 김재유 조흥은행 부행장, 이종훈 대유 사장, 탤런트 김수지 등이 아메리칸대학 동문이다. 학계에는 정주택 한성대 총장(현 아메리칸대 한국 동문회장), 박준영 이화여대 교수, 한양대 연극영화학과 교수이며 한양레퍼토리 대표인 연극배우 최형인, 정정목 청주대 교수, 김문황 충북대 교수, 이영로 성균관대 등이 아메리칸대학 동문이다.

## 입학 현황
2016년 가을학기(Class of 2020)의 입학전형 결과를 보면 지원자 중 25.7%가 합격했다.

## 상표 등록 사건
어메리칸 대학교가 "학교 이름인 'AMERICAN UNIVERSITY'의 서비스표 등록을 거절한 특허심판원의 심결을 취소하라"며 특허청장을 상대로 한 소송에서 현저한 지리적 명칭인 American에 식별력이 없는 University가 결합했더라도 이 대학이 오랫동안 교육업을 영위한 결과 특정한 이 대학을 뜻한다는 상표의 식별력이 생겼다며 승소하여 미국 대학 이름인 'AMERICAN UNIVERSITY'도 국내에 서비스표 등록을 할 수 있었다.

## 기타

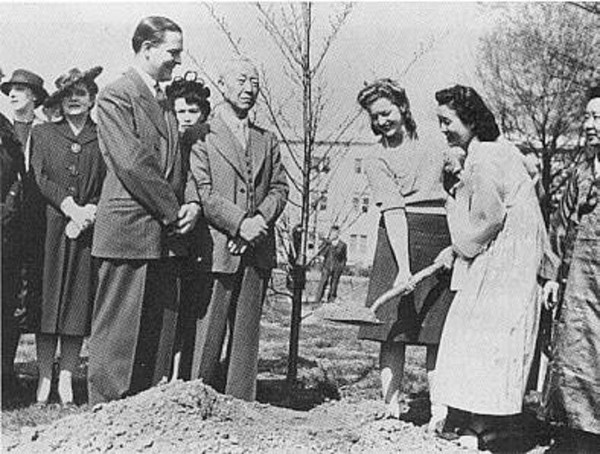
왼쪽 모자 챙을 쓴 여자가 프란체스카, 맨 앞 키 큰 남성이 아메리칸 대학 총장 폴 더글라스(Paul Douglass), 그 옆이 이승만 박사, 삽을 뜨고 있는 한국 여성이 구미위원회를 돕던 하와이 대학교 출신 도리스 윤(Doris Yoon).

1943년 4월 8일, 임시정부 24주년 기념행사를 마친 후, 하와이의 교민 단체인 대한부인구제회에서 한국산 왕벚나무 4그루를 기증하여 아메리칸 대학교 교정에 심는 식수식을 거행하였다. 울창하게 자란 나무는 해당 위치에 세워진 비석과 함께 현재까지 기념되고 있다.

## 같이 보기
- 윤치영
- 봉두완